# 竹村健一のずばりジャーナル
竹村健一のズバリジャーナル（たけむらけんいち-）は、ニッポン放送が制作し、ABCラジオとの2局ネットで放送されていたラジオ冠番組（1976年4月～2006年3月）。

## 概要
- 評論家の竹村健一が、世相と政治や経済の諸事について解説しながら持論を語る、トーク番組である。
- ニッポン放送では「いまに哲夫の歌謡パレードニッポン」「つかちゃんの今日も快調!ほがらか大放送」「おひるはバッカ〜ン!」「つかちゃんのりこのGO!GO!ヒットパラダイス」「のってけテリー!渚の青春花吹雪」「テリーとうえちゃんのってけラジオ」「鶴光の噂のゴールデンアワー」「垣花正のニュースわかんない!?」「笑顔満開!ひでたけ・のりこの大吉ラジオ」「笑顔満開!ひでたけ・よしこの大吉ラジオ」に内包されていた。

## 歴代アシスタント
- 初代：那須恵理子（1976年4月-1993年4月）
- 2代目：塚越孝（1993年5月-1996年3月）
  - 内包先である「つかちゃんの今日も快調!ほがらか大放送」「おひるはバッカ〜ン!」のメインパーソナリティも兼務。本番組降板後も同時間帯の番組担当は暫し継続。
  - オープニングの自己紹介で「つかちゃんです」と言っていたのを、ABCラジオへの配慮かいつからか本名で「塚越孝です」と言った。
- 3代目：三島美佳子（1996年4月-2001年3月）
- 4代目：田中美和子（2001年4月-2002年9月）
  - 内包先である「鶴光の噂のゴールデンアワー」のアシスタントと兼務。同番組降板に伴い当番組も降板。
- 5代目：山本まゆ子（2002年10月-2004年3月）
- 6代目：冨田のりこ（2004年4月-2005年3月）
  - 内包先である「笑顔満開!ひでたけ・のりこの大吉ラジオ」のアシスタントと兼務。同番組の担当は本番組降板後も継続。
- 7代目：増田みのり（2005年4月-2006年3月）

## 放送時間
- ニッポン放送　月～金15:50 - 16:00（｢いまに哲夫の歌謡パレードニッポン｣では15:00 - 15:10）
- ABCラジオ　　月～金13:20 - 13:30（1980年代前半は、16:50 - 17:00に放送されていた）

## 雑記
- 永らく太田胃散の一社提供だったが、ニッポン放送ではオリエントコーポレーション（オリコ）、和光ケミカル等、ABCラジオではカープラザ三菱、菊正宗酒造、リサイクルショップエコロ等が提供していた時期がある。
- 太田胃散は当番組終了後、ニッポン放送とABCラジオの当該時間の生ワイド番組を暫時スポットで提供していたが、『南野陽子 今日はナンノ日っ!』（2006年10月2日 -、ABCラジオは2008年3月31日 - 2011年4月1日）で再び単独スポンサーに付いた。
- 生ワイド番組への内包を前提にしていたことや、東西でスポンサーが異なったことから、明確なオープニングはなく、内包先の番組の出演者がタイトルの読み上げと提供クレジットを行っていた。ABCラジオでは独立番組だった時期のみ、ABC向けのオープニングがニッポン放送から裏送りされており、竹村によるタイトルコールが存在した。
- ABCラジオでは、当番組終了後の2016年11月12日から、『サクサク土曜日　中邨雄二です』（朝日放送テレビのスポーツアナウンサー・中邨雄二がパーソナリティを務める土曜早朝の生ワイド番組）で「雄二ジャーナル」（中邨によるニュース解説コーナー）を8時台の後半に放送。当番組を意識した構成であることを中邨が公言しているため、竹村の永眠（2019年7月8日）直後（同月13日放送分）では、同コーナーの冒頭で竹村の訃報を中邨が伝えた。
- 1995年頃にオープニング、エンディングで使用された楽曲は、

曲名『CALLING YOU』
アーティスト名『寿』
（CDアルバム『いのちのうた』に収録）